# Peter Maria Schnurr
Peter Maria Schnurr (* 11. Juli 1969 in Forbach, Schwarzwald) ist ein deutscher Koch.

## Werdegang
Schnurr machte seine Ausbildung 1989 bis 1992 im mit einem Michelin-Stern ausgezeichneten Restaurant Fallert  in Sasbachwalden. Danach wechselte er  in das Restaurant Hirschen  in Sulzburg und 1993 zu Andresens Gasthof in Bargum.
1994 ging er zum Drei-Sterne-Restaurant Waldhotel Sonnora unter Helmut Thieltges in Dreis, 1995 dann zu Johann Lafers Stromburg in Stromberg und Rockendorfs Restaurant in Berlin, wo er 1997 in das Restaurant First Floor wechselte. 1999 ging er erneut zu einem Drei-Sterne-Restaurant, nach Düsseldorf zu Jean-Claude Bourgueils Im Schiffchen.
Als Küchenchef und Patron startete er 2000 im Berlin Capital Club in Berlin, wo er bald mit einem Michelin-Stern ausgezeichnet wurde.
Seit Februar 2005 war er Küchenchef und Patron des Restaurants Falco in der 27. Etage des Leipziger Hotels The Westin. 2008 wurde das Falco als erstes und bisher einziges Restaurant in den neuen Bundesländern mit einem zweiten Michelin-Stern ausgezeichnet. Es wurde über Schnurrs eigenwillige Ideen berichtet, so servierte er ein Dessert auf Plastik-Sandalen. Das Restaurant wurde Anfang November 2023 aus wirtschaftlichen Gründen geschlossen.
Im Januar 2025 wurde er Küchenchef im Restaurant Golvet in Berlin; das Restaurant wurde im Juni 2025 mit einem Michelinstern ausgezeichnet.

## Mediale Auftritte
In der 4. Staffel der Sat.1-Kochshow The Taste war Schnurr einer der beiden Gastjuroren im Staffelfinale. Im Jahr 2018 war Schnurr als Kochgegner von Roland Trettl in der dritten Staffel der VOX-Kochsendung Kitchen Impossible zu sehen. In der Folge, deren Ausstrahlung ursprünglich schon für Staffel 2 angedacht war, war er siegreich gegenüber seinem Konkurrenten, obwohl er sich bei seiner zweiten Koch-Challenge schwer verletzte, und aus diesem Grund, als Novum in der Geschichte der Sendung, zu einem Ersatztermin erneut antreten musste. Zudem trat er in der 2. so genannten Weihnachts-Edition von Kitchen Impossible an der Seite von Roland Trettl gegen Tim Mälzer und Tim Raue an. 2019 ist er neben Eckart Witzigmann Jury-Mitglied der Sat.1-Sendung Top Chef Germany. Ende 2019 war er abermals in einer Folge von Kitchen Impossible (Staffel 5) zu sehen, dieses Mal als direkter Gegner von Tim Mälzer.

## Auszeichnungen
- 2006 Entdeckung des Jahres, Gault Millau
- 2007 Michelin-Stern für das Falco[15]
- 2008 Zweiter Michelin-Stern für das Falco
- 2016 Gault-Millau Deutschland Koch des Jahres